# Les rencontres d'après minuit
Les rencontres d'après minuit è un film del 2013 diretto da Yann Gonzalez.
La pellicola è stata presentata al Festival di Cannes del 2013, tra le proiezioni speciali, nella sezione Settimana internazionale della critica. Nel mese di settembre 2013 ha vinto il premio di miglior film al Milano Film Festival.

## Trama
Matthias, Alì e Udo sono creature immortali. Durante la notte attendono alcuni amici per un'orgia; li raggiungeranno La Cagna, La Stella, Lo Stallone e L'Adolescente, ognuno con una storia da raccontare.

## Riconoscimenti
- Milano Film Festival
  - Miglior film